# Accrington
Accrington /ˈækrɪŋtən/ é uma cidade do borough de Hyndburn, condado de Lancashire, Inglaterra. Situa-se a cerca de 4 milhas (6 km) a leste de Blackburn, 6 milhas (10 km) a oeste de Burnley, 13 milhas (21 km) a leste de Preston, 20 milhas (32 km) ao norte do centro da cidade de Manchester, e próximo ao rio Hyndburn. Normalmente abreviada pelos locais como "Accy", a cidade possuía uma população de 35.456, segundo dados do Censo do Reino Unido de 2011.
Accrington é um antigo centro das indústrias de algodão e máquinas têxteis. A cidade é famosa por fabricar os tijolos de construção mais duros e densos do mundo, conhecidos como NORI, que foram usados na construção do Empire State Building e nas fundações da Torre de Blackpool. Também é a sede do Accrington Stanley FC, que hoje disputa a League One (equivalente à terceira divisão do futebol da inglês), e pela Haworth Art Gallery, que possui a maior coleção de vitrais Tiffany da Europa.

## História

### Origem do nome
O nome Accrington parece ter origem anglo-saxônica. Nos registros, consta como Akarinton em 1194; Akerunton, Akerinton e Akerynton em 1258; Acrinton em 1292; Ackryngton em 1311 e Acryngton em 1324.
O nome pode significar Fazenda de Bolota, do anglo-saxão æcern, que significa bolota (o fruto do carvalho), e tun, que significa fazenda ou vila. A parte sul de Accrington, conhecida como New Accrington, ficava anteriormente na floresta de Blackburnshire, e a presença de carvalhos pode ser inferida de topônimos locais como Broad Oak (Carvalho Largo, em tradução livre) e Oak Hill (Colina do Carvalho). Os produtos desta árvore já foram um alimento importante para os suínos, e uma fazenda pode ter recebido o nome de tal produto. O anglo-saxão Æcerntun pode ter se tornado o inglês médio Akerenton, Akerinton e similares. Também vale a pena considerar que, no dialeto de Lancashire, bolota era akran.
No inglês antigo, não há nenhum nome pessoal conhecido do qual o primeiro elemento possa ser derivado. Mas se os nomes frísios Akkrum, Akkeringa, e o nome holandês Akkerghem são derivados do nome pessoal Akker, pode haver um nome correspondente em inglês antigo do qual Accrington pode ter se originado.

### História antiga
A Accrington atual cobre dois municípios estabelecidos em 1507, os de Old Accrington e New Accrington, que foram fundidos em 1878, com a incorporação do conselho municipal. Há registros de assentamentos ali desde o período medieval, provavelmente nas áreas de Grange Lane e Black Abbey. A King's Highway, que passa acima da cidade, já foi usada pelos reis e rainhas da Inglaterra quando estes usavam a área para caçar, na época em que a floresta de Accrington era uma das quatro do hundred de Blackburnshire.
Robert de Lacy deu o solar de Accrington aos monges de Kirkstall no século XII. Os monges construíram uma granja, removendo os habitantes dali. Os moradores locais se vingaram ateando fogo ao novo prédio, destruindo seu conteúdo e, no processo, matando os três irmãos leigos que o ocupavam. A área da cidade chamada de Black Abbey pode ter este nome como uma possível referência aos assassinatos. Independentemente do que acontecido, Accrington não permaneceu sob controle monástico por muito tempo, antes de voltar para os De Lacy.
Supõe-se que os monges de Kirkstall podem ter construído uma pequena capela no local durante o seu mandato, para a conveniência dos responsáveis que aí residiam e de seus inquilinos, mas os registros são incertos. O que se sabe é que havia uma capela em Accrington antes de 1553, onde o vigário de Whalley era responsável pela manutenção do culto divino. No entanto, não havia ministro próprio e era servida, quando o tinha, pelo pároco de uma das capelas adjacentes. Em 1717, Accrington foi servida pela Cura da Igreja, que pregava lá apenas uma vez por mês. St. James's Church foi construída em 1763, substituindo a antiga capela. No entanto, não atingiu o status de paróquia até 1870.

### Revolução Industrial
Até cerca de 1830, os visitantes tinham Accrington apenas como uma "grande aldeia". A Revolução Industrial, entretanto, resultou em consideráveis mudanças. Sua localização, na confluência de vários riachos, tornou-a atraente para a indústria, e várias fábricas foram construídas na cidade em meados do século XVIII. Seguiu-se uma maior industrialização no final daquele século, e os proprietários de terra locais começaram a construir mansões na área nos arredores dos assentamentos onde suas fábricas estavam localizadas, enquanto seus empregados viviam em condições insalubres no centro urbano superlotado.
A industrialização resultou em rápido crescimento populacional durante o século XIX, conforme as pessoas foram se mudando para Accrington, com a população aumentando de apenas 3266 habitantes, em 1811, para 10376 em 1851 e 43211 em 1901, até seu pico em 1911, quando atingiu 45029.
Esse rápido aumento do número de moradores e a resposta lenta da Igreja Anglicana, permitiram que o não conformismo florescesse na cidade. Em meados do século XIX, havia igrejas Wesleyana, Metodista Primitiva, Metodista Livre, Congregacionalista, Batista, Swedenborgiana, Unitarista e Católica na cidade. A igreja Swedenborgiana era tão grande que foi considerada a "Catedral" daquela denominação.
Por muitas décadas, a indústria têxtil, a indústria de engenharia e a mineração de carvão foram as atividades centrais da cidade. Os moinhos de algodão e as fábricas de tinturaria forneciam trabalho aos habitantes, embora em grande parte das vezes em condições muito difíceis. Havia conflitos regulares com os empregadores sobre salários e condições de trabalho. Em 24 de abril de 1826, mais de 1000 homens e mulheres, muitos armados, se reuniram em Whinney Hill, Clayton-le-Moors, de onde marcharam para o moinho Sykes, em Higher Grange Lane, perto do local das atuais delegacia de polícia e Tribunal de Justiça, quebrando mais de 60 teares. Esses distúrbios se espalharam de Accrington para Oswaldtwistle, Blackburn, Darwen, Rossendale, Bury e Chorley. No final, após três dias de tumultos, 1139 teares haviam sido destruídos, 4 manifestantes e 2 transeuntes mortos a tiros pelas autoridades em Rossendale, e 41 manifestantes condenados à morte (cujas sentenças foram comutadas).
Em 1842, uma greve geral espalhou-se de cidade em cidade devido às más condições de vida. Em Accrington, de uma população de 9000 pessoas, apenas 100 estavam totalmente empregadas. À partir de 15 de agosto, a situação piorou e bandos de homens entraram nas fábricas que estavam funcionando, parando as máquinas e removendo os plugues das caldeiras. Isso permitiu que a água e o vapor escapassem, paralizando as máquinas. Milhares de grevistas caminharam pelas colinas, de uma cidade a outra, para persuadir as pessoas a se juntarem ao movimento, em distúrbios civis que duraram cerca de uma semana. A greve foi associada ao movimento cartista, mas acabou não tendo sucesso em seus objetivos.
No início da década de 1860, a fome do algodão em Lancashire afetou gravemente Accrington (embora menos do que outras áreas da região, devido à sua economia mais diversificada), com cerca de metade dos trabalhadores das fábricas da cidade perdendo seus empregos ao mesmo tempo.
As condições eram tais que um Conselho Local de Saúde foi constituído em 1853, e a própria cidade incorporada em 1878, permitindo a aplicação das leis locais para melhorar a qualidade de vida.

### Accrington Pals

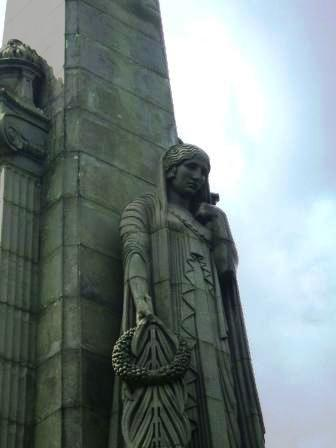
Escultura criada por Herbert Tyson Smith, no Accrington War Memorial

O Accrington Pals (Parceiros de Accrington, em tradução livre), 11º Regimento de East Lancashire, era um batalhão de amigos do Exército Britânico, criado dentro e ao redor da cidade de Accrington, durante a Primeira Guerra Mundial. Os Pals Battalions eram uma peculiaridade daquela guerra: Lord Kitchener, o Secretário de Estado da Guerra, acreditava que ajudaria no recrutamento se amigos e colegas de trabalho da mesma cidade pudessem se unir e lutar juntos. O apelido é um pouco enganador já que, das quatro companhias de 250 homens que formavam o batalhão original, apenas uma era composta por homens de Accrington. O restante eram voluntários de outras cidades do leste de Lancashire, como Burnley, Blackburn e Chorley.
O primeiro dia de ação dos Pals ocorreu em 1º de julho de 1916 em Serre, perto de Montauban, no norte da França. Fazia parte do "Grande Impulso" (mais tarde conhecido como Batalha do Somme), que pretendia forçar o Exército Alemão a uma retirada da Frente Ocidental, uma linha que eles mantinham desde o final de 1914. Supunha-se que as defesas alemãs em Serre haviam sido destruídas por bombardeios britânicos intensos na semana anterior; no entanto, à medida em que o batalhão avançava, encontrou uma resistência feroz. 235 homens foram mortos e outros 350 feridos - mais da metade do batalhão - em apenas meia hora. Perdas desesperadoramente semelhantes foram sofridas em outras partes da frente, num dia desastroso para o Exército Britânico, com aproximadamente 19000 de seus soldados mortos em um único dia.
No final do ano, o regimento de East Lancashire foi reconstruído com novos voluntários. Ao todo, 865 homens de Accrington foram mortos durante a Primeira Guerra Mundial. Todos esses nomes estão registrados em um memorial de guerra, um imponente cenotáfio de pedra branca, localizada em Oak Hill Park, no sul da cidade. O monumento também lista os nomes de 173 vítimas locais da Segunda Guerra Mundial. As trincheiras sobre as quais os Accrington Pals avançaram em 1 de julho de 1916 ainda são visíveis à oeste da vila de Serre, onde há um memorial feito de tijolos de Accrington.
Depois da guerra e até 1986, os ônibus da Accrington Corporation foram pintados nas cores do regimento, vermelho e azul, com forro dourado, com os para-lamas pintados de preto em sinal de luto.

## Demografia
O Censo de 2001 reportou que a população da cidade de Accrington era de 35200 habitantes. O número para a área urbana, que inclui Accrington, Church, Clayton-le-Moors, Great Harwood e Oswaldtwistle, foi de 71220, contra 70442 em 1991.
Dez anos depois, o Censo de 2011 mostrou uma população de 35456 para a área construída (termo utilizado à partir daquele Censo, em substituição a "área urbana", embora os critérios de definição sejam os mesmos) de Accrington, que inclui Huncoat, Baxenden e Rising Bridge. Em 2001, ela era de 696 hectares (2,69 sq mi), enquanto em 2011 atingiu 742,25 hectares (2,87 sq mi).
O borough de Hyndburn, como um todo, possui uma população de 80734 moradores. Isso inclui a área urbana de Accrington e outras cidades e vilas periféricas, como Altham, Rishton, parte de Belthorn, além de Knuzden e Whitebirk (considerados subúrbios de Blackburn).

## Economia
Anteriormente, o algodão e as máquinas têxteis eram as indústrias mais importantes na cidade. O NORI, um tipo de tijolo duro de ferro, foi produzido nas proximidades de Huncoat, até o fechamento da empresa em 2013, tendo sua produção retomada com a reabertura desta em 2015.
Moinhos e fábricas fazem parte do passado de Accrington, mas há algumas fábricas e garagens que agora ocupam os edifícios antigos.

### Reformas e investimentos

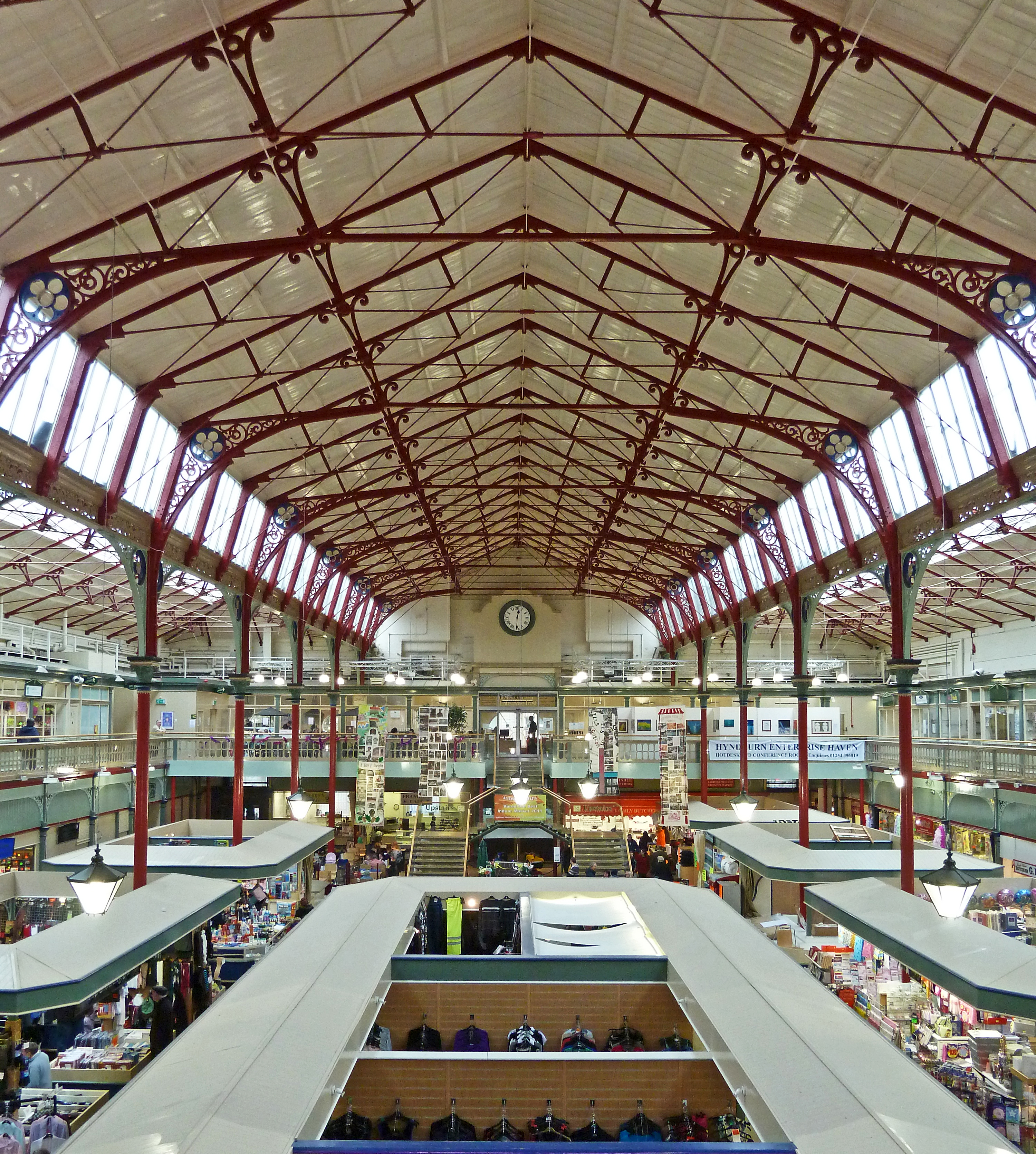
Accrington Market

O município tem um plano de reabilitação em vigor, o que espera-se que vá impulsionar a economia local. O Hyndburn Borough Council planeja gastar £10 milhões (cerca de €11 milhões) para uma grande reforma do Centro da cidade, que inclui:
- Modernização de todas as lojas do Centro;
- Construção de uma nova estação de ônibus. Os planos para a nova estação, que mais tarde foi nomeada George Slynn em homenagem ao ex-líder do Conselho de Hyndburn, foram apresentados em janeiro de 2013 e aprovados em outubro de 2014.[24][25] A obra foi oficialmente inaugurada em 11 de julho de 2016,[26] mas acabou sendo alvo de fortes críticas dos comerciantes do Accrington's Market, pois a antiga estação, agora descontinuada, ficava muito mais perto e proporcionava fácil acesso para clientes regulares.[27][28]
- Metade da Blackburn Road está sendo reformada, sendo transformada em uma rua comercial mais atraente, reformando lojas, adicionando mais árvores e repavimentando as calçadas.[29]

## Geografia
Accrington é uma cidade montanhosa localizada na borda oeste dos Peninos, dentro de uma tigela, e amplamente cercada por colinas circundantes com alturas entre 300 e 400m. Os rios Hyndburn flui pelo centro da cidade.
As origens dos assentamentos nas colinas foram os focos econômicos do distrito, especialmente a fiação e tecelagem de lã, bem como a mineração de carvão e chumbo.
As coordenadas geográficas de Accrington estão em 53°46'0" Norte, 2°21'0" Oeste. A altura máxima da cidade é 320m, em Baxenden, enquanto a mais baixa está localizada na área da prefeitura, com 132,5m. A maior parte de Accrington está à cerca de 200 m acima do nível do mar.

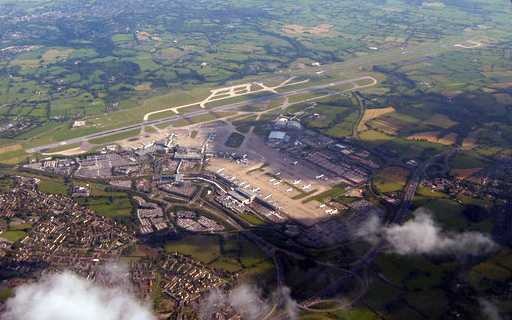
Vista aérea do Aeroporto de Manchester, um dos que servem à região

## Transportes
A estação ferroviária de Accrington fica na East Lancashire Line, servindo trens que circulam localmente e trens que vão de Blackpool a York. No entanto, mudanças recentes nos horários de circulação aumentaram o tempo de viagem até Preston (uma ligação vital para quem deseja ir à Londres ou à Escócia) em até 1,5 horas. No entanto, ainda há ônibus para Manchester a cada trinta minutos, bem como serviços mais frequentes para outras cidades no leste de Lancashire. A estrada principal, que atravessa o centro da cidade, é a A680, que liga Rochdale a Whalley. A cidade é servida pela junção sete da M65, e está interligada à partir da A680 e da A56, com ligação à auto-estrada M66 em direcção a Manchester. Os serviços áereos mais próximos são o Aeroporto de Manchester, a 27 milhas (43 km), o Aeroporto de Blackpool, a 28 milhas (45 km), e o de Leeds Bradford, a 30 milhas (48 km).
Antes havia uma ligação ferroviária ao sul de Manchester, via Haslingden e Bury, que foi fechada na década de 1960 como parte dos cortes que se seguiram ao Relatório Beeching (um plano para aumentar a eficiência do sistema ferroviário na Grã-Bretanha). O leito da linha férrea entre de Accrington a Baxenden é agora uma ciclovia e uma trilha linear arborizada. Um serviço de trens para Manchester pela Curva de Todmorden foi inaugurado em 2015. Uma nova estação de ônibus também foi construída em Accrington, sendo inaugurada em 2016.

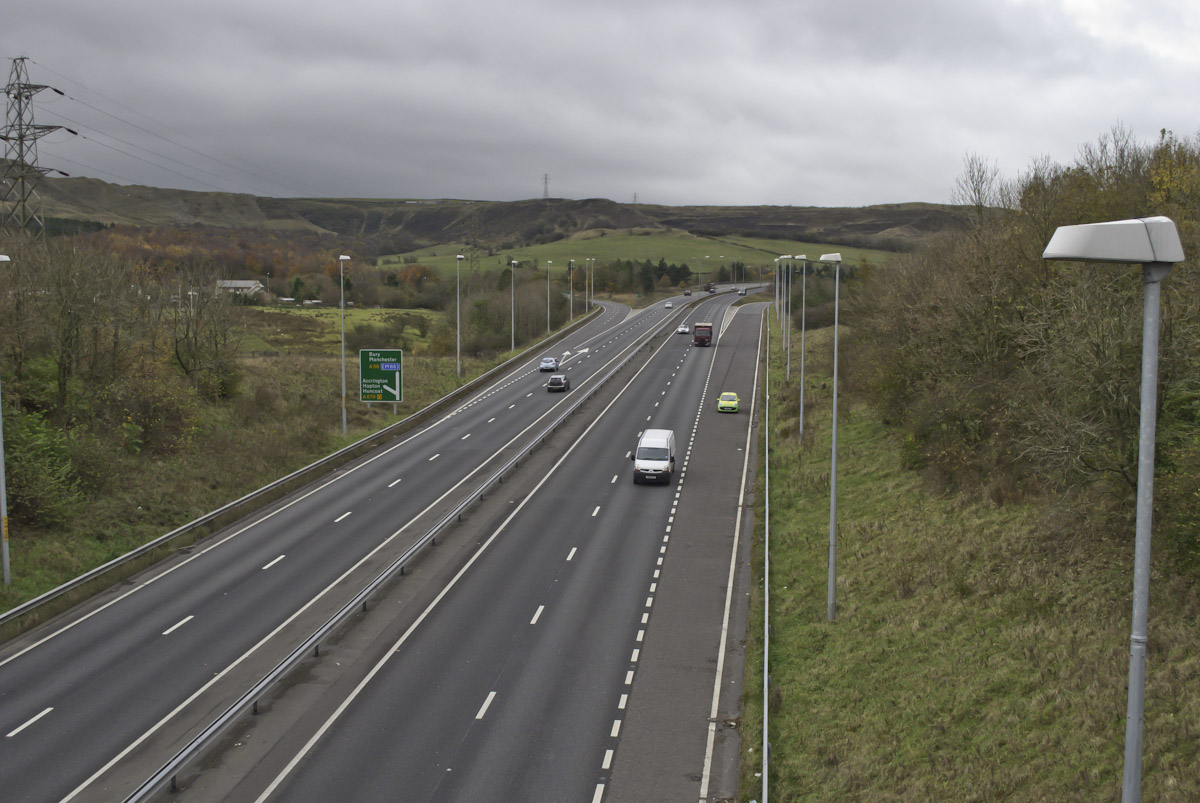
Vista da rodovia A56, na região de Accrington

A operadora de ônibus Pilkington Bus está baseada em Accrington. As empresas Holmeswood Coaches, Rosso e Transdev Blazefield, subsidiárias da Blackburn Bus Company e da Burnley Bus Company, também fornecem serviços de ônibus na cidade, com rotas que atendem a lugares como Blackburn, Oswaldtwistle, Rishton, Burnley e Clitheroe. No entanto, a M&M Coaches encerrou as atividades repentinamente em 21 de setembro de 2016, após 40 anos de atividades

## Serviços públicos

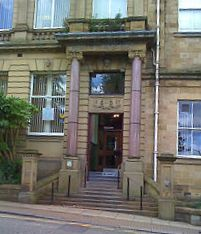
Accrington Library

A Accrington Library, na St James Street, é uma Biblioteca Carnegie inaugurada em 1908. É conhecida por seus vitrais projetados por H. Gustave Hiller, bem como por ser um local de inspiração para a escritora pós-modernista Jeanette Winterson. O Accrington Skate Park é um ponto bastante popular durante as férias escolares.

### Segurança
A cidade é servida pela Delegacia de Polícia de Lancashire Constabulary, atualmente na Broadway, depois de se mudar de sua localização anterior na Manchester Road como um esforço para economizar dinheiro, devido ao aumento das despesas e diminuição do financiamento do governo. A criminalidade é considerada muito baixa em Accrington, em comparação com as cidades vizinhas.
Em abril de 2003, foi inaugurado o Hyndburn Community Fire Station, estação dos bombeiros que também atende ao borough.
O policiamento da Estação Ferroviária e das demais propriedades do serviço ferroviário é servido pela British Transport Police, sendo o posto mais próximo localizado em Preston.

## Sociedade

### Governança
Accrington é representada no Parlamento Britânico como parte do eleitorado de Hyndburn. Os limites da área eleitoral não se alinham exatamente com os do distrito de mesmo nome.
Accrington foi representada nacionalmente pela primeira vez após o Redistribution of Seats Act 1885, posteriormente às Eleições Gerais de 1885, pelo distrito eleitoral de Accrington. Este assento foi abolido nas Eleições Gerais de 1983 e substituído pelo atual distrito eleitoral de Hyndburn.
Accrington foi incorporado como um borough municipal em 1878. De acordo com o Local Government Act 1972, desde 1974 a cidade faz parte do borough de Hyndburn, juntamente com os antigos distritos urbanos de Oswaldtwistle, Church, Clayton-le-Moors, Great Harwood e Rishton.
Hyndburn consiste em 16 distritos, elegendo um total de 35 conselheiros. Devido ao seu tamanho, Accrington é representado por vários wards no borough de Hyndburn, principalmente Milnshaw, Peel, Central, Barnfield e Spring Hill, embora algumas partes destes estejam em outras cidades do distrito.

### Saúde
O hospital local é Accrington Victoria Hospital. No entanto, como ele lida apenas com questões menores, acidentes e emergências são atendidos pelo Royal Blackburn Hospital, em Blackburn, a pouco mais de 8 Km de distância. Outros serviços são fornecidos no Accrington Pals Primary Health Care Centre e no Accrington Acorn Primary Health Care Centre.

### Imprensa
As principais publicações na área são o semanário Accrington Observer, integrante do grupo MEN media, e o Lancashire Telegraph.

## Eventos especiais
A Ron Hill 10K é uma corrida de 10 quilometros que acontece todos os anos, sempre no final de março ou início de abril, e é nomeada em homenagem ao corredor olímpico britânico Ron Hill, nascido em Accrington. A prova percorre a cidade e as zonas rurais locais e é organizada pelo Conselho e empresas locais. Em 2015, mais de quinhentas pessoas participaram da competição. Há também uma corrida familiar anual de 1 quilometro que começou em 2014, e outra realizada pelo Rotary local por volta de agosto.

## Esportes

### Futebol

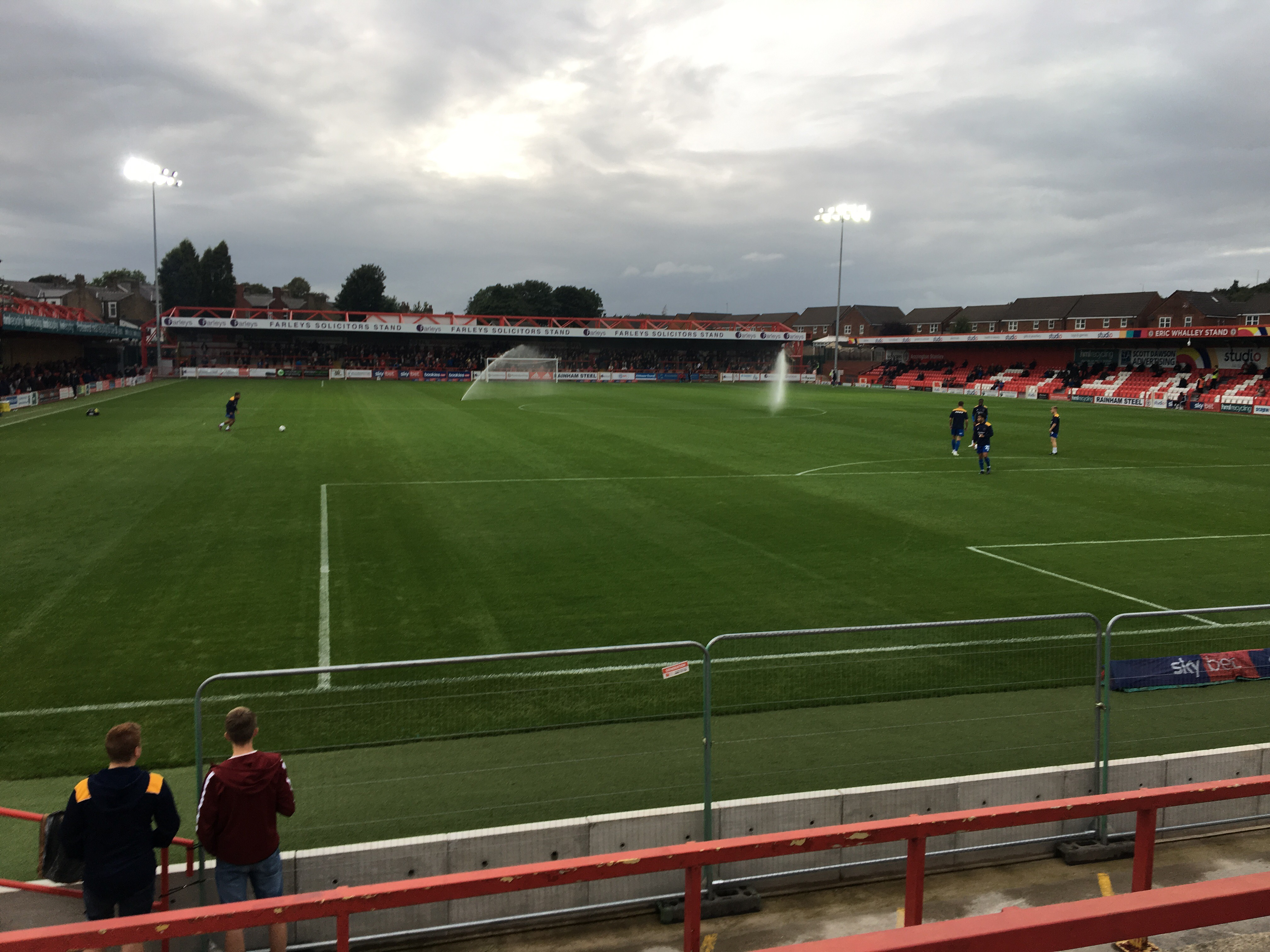
Estádio Crown Ground

O Accrington Stanley F.C., estreou na Football League em 1921, com a formação da antiga Third Division (North); depois de assombrar os escalões inferiores do futebol inglês por quarenta anos, acabaram sendo excluídos da Liga em 1962, devido a problemas financeiros, e faliram em 1965. O clube foi reformado três anos depois e, em seguida, abriu seu caminho através das divisões fora da liga para chegar à Conference National em 2003. Na temporada 2005-06, após vencer o Woking, garantiu uma vaga na Liga de Futebol com 3 partidas de antecedência. A cidade comemorou com um pequeno desfile e homenagens ao time. Um dos times rebaixados - e, assim sendo, substituído por Stanley - foi justamente o Oxford United, que havia sido eleito para a Football League para substituir o Accrington Stanley após a quebra na década de 1960.
O estádio de futebol é chamado de Crown Ground. Até a temporada 2012–13, quando Fleetwood Town entrou, Accrington era a menor cidade da Inglaterra e País de Gales com um clube da Football League.
O Accrington Stanley também possui seu próprio pub na cidade, o Crown, inaugurado em julho de 2007.
O outro clube da cidade, o Accrington FC, foi um dos doze membros fundadores da Football League, em 1888. No entanto, seu tempo na Liga foi ainda menos bem-sucedido e consideravelmente mais breve do que o de Accrington Stanley, tendo abandonado a competição em 1893, devido a problemas financeiros. A cidade de Accrington, portanto, tem a "distinção" única de ter perdido dois clubes diferentes na Football League. Atualmente, disputam a EFL League One, após ganhar o título da EFL League Two na temporada 2017/18.

### Críquete
O Accrington Cricket Club disputa a Lancashire League, mandando seus jogos em Thorneyholme Road. Assim como em boa parte do Reino Unido, o críquete também é amplamente popular, sendo jogado pela população nos parques da cidade. As escolas próximas também mostram grande interesse no esporte, realizando treinamentos e torneios.

### Outros esportes
Existem muitas academias em Accrington, e o município organiza aulas de ginástica para mulheres e idosos. Existem dois centros desportivos, sendo o principal o Hyndburn Sports Center, que renovou recentemente a área de suas piscinas. A cidade possui, também, um campo de golfe.

## Educação
Accrington é servida por uma ampla rede de escolas de educação primária e secundária, tanto públicas quanto particulares.
Com relação ao ensino superior, no centro da cidade está localizada a Accrington and Rossendale College; em cidades próximas, há outras instituições que incluem a University Center at Blackburn College, em Blackburn, e a University of Central Lancashire, em Preston.

## Lugares de interesse
- Haworth Art Gallery [38] - era, anteriormente, uma mansão chamada Hollins Hill Mansion. O museu abriga uma coleção de objetos de vidro da Tiffany's, apresentados à cidade por Joseph Briggs, um homem de Accrington que se juntou àquela empresa no final do século XIX e acabou se tornando diretor de arte e gerente assistente. Situa-se na Manchester Road, em Haworth Park.
- O Viaduto - é uma ponte que possui uma linha ferroviária sobre ela, atravessa a cidade e conta muitos armazéns e lojas à venda pela National Rail. Termina na Accrington Eco Station.
- Prefeitura - O prédio que hoje é o Accrington Town Hall, sede do governo municipal, foi construído no século XIX, em memória a Sir Robert Peel, ex-primeiro-ministro do Reino Unido, e inaugurado como Peel Institute em 1858.[39] É um edificio tombado pelo patrimônio histórico inglês,[40] e está localizada na Blackburn Road, próximo ao The Arcade.
- The Arcade - é um centro comercial de estilo vitoriano, com cerca de 10 a 15 lojas e vários restaurantes. Está localizada na Church Street, próximo à prefeitura. Após o fechamento de vários pontos de venda em 2013, houve uma reformulação do local em 2016, com a chegada de lojas especializadas como Darts, Vinyl e Knitted Wear.
- Oakhill Park - é um parque grande e antigo com uma vista panorâmica de Accrington. Ao longo do tempo já recebeu diversos prêmios, como o de melhor parque de Lancashire, e também o Eco Award. A Haworth Art Gallery está no parque. Localiza-se na Manchester Road.
- The Coppice e Peel Park - o Peel Park é um parque inaugurado por William Peel em 29 de setembro de 1909. Já o Coppice é uma colina dentro do Peel Park, que oferece um passeio panorâmico de 3,5 km ao redor do parque. Houve uma celebração marcando os 100 anos da entrega do Coppice ao povo de Accrington em 26 de setembro de 2009, incluíndo uma reforma das trilhas e do monumento no topo da colina.[41] Desde então, também houve várias reformas na área de Playground.

- Commons